# BETTII
Das Balloon Experimental Twin Telescope for Infrared Interferometer (BETTII) war ein Interferometer zur Astronomie im fernen Infrarot. Da dieser Spektralbereich von der Erdatmosphäre absorbiert wird, wurde das Zwillingsteleskop an einem Stratosphärenballon befestigt, um diese in 40.000 m  Höhe zum Großteil zu überwinden. BETTII bestand aus einem Interferometer mit 8 m Basislänge, wodurch im Wellenlängenbereich von 30 µm – 90 µm Beobachtungen mit einer Winkelauflösung von 0,5 Bogensekunden möglich waren. Mittels eines Fourierspektrometers konnte dieser Bereich mit einer Frequenzauflösung von 1:100 untersucht werden.
BETTII wurde am Ende des ersten technischen Testflug in Texas am 9. Juni 2017 zerstört, als es sich beim Einleiten der Landung vom Ballon und auch vom Fallschirm löste und deshalb aus 40.000 m Höhe ungebremst auf den Boden stürzte.